# 郑子翻
郑子翻（?—?），字灵雀，北齐官员，荥阳郡开封县（今河南省开封市西南）人。出自荥阳郑氏北祖第六房，郑绍元之子、郑敬祖之孙。
郑子翻年轻时有器识，好学能文。齐后主武平末年，担任司徒记室参军。北齐亡，历北周、隋朝，不再出仕，隐居荥阳三窟山。为人傲诞不拘，出去访客，乘驴衣鞯，破弊而往。远近传其名，都说他有异状，观者如堵。见到后，形容短陋，不符合所听说的。当时风神俊发，不论贵贱都敬服他。纳言杨素听说其名，路过荥阳，迎接与他相见，言谈几天，深加礼重。杨素回朝请朝廷召郑子翻为官，累征不赴。郑子翻在家中去世。郑子翻二弟郑子腾、郑天寿，出仕隋朝。郑子腾官至蒋州司马，郑天寿官至开府参军，都以雅素著称。